# Crematogaster praecursor
Crematogaster praecursor är en myrart som beskrevs av Carlo Emery 1891. Crematogaster praecursor ingår i släktet Crematogaster och familjen myror. Inga underarter finns listade i Catalogue of Life.